# 20-й меридіан західної довготи
20-й меридіан західної довготи — лінія довготи, що лежить на 20 градусів західніше Гринвіцького меридіана. Вона проходить від Північного полюса через Північний Льодовитий океан, Гренландію, Ісландію, Атлантичний океан, Південний океан та Антарктиду до Південного полюса.
20-й меридіан західної довготи формує велике коло разом із 160-тим меридіаном східної довготи.
В Антарктиді через меридіан проходить кордон між Британською антарктичною територією та Земею Королеви Мод. Також цей меридіан є східною межею Без'ядерної зони у Латинській Америці (згідно з Тлателольським договором).

## Список географічних об'єктів, що перетинає 20° зх. д.
Починаючи на Північному полюсі та рухаючись до Південного полюса, 20-й меридіан західної довготи проходить через:
| Координати                                                 | Країна, територія або море | Примітки                                                                      |
| ---------------------------------------------------------- | -------------------------- | ----------------------------------------------------------------------------- |
| 90°0′ пн. ш. 20°0′ зх. д. / 90.000° пн. ш. 20.000° зх. д.  | Північний Льодовитий океан |                                                                               |
| 81°33′ пн. ш. 20°0′ зх. д. / 81.550° пн. ш. 20.000° зх. д. | Гренландія                 |                                                                               |
| 78°49′ пн. ш. 20°0′ зх. д. / 78.817° пн. ш. 20.000° зх. д. | Затока Йокель[en]          |                                                                               |
| 77°59′ пн. ш. 20°0′ зх. д. / 77.983° пн. ш. 20.000° зх. д. | Гренландія                 | Проходить через острови Гамма[en] та Германія-Ленд[en]                        |
| 76°55′ пн. ш. 20°0′ зх. д. / 76.917° пн. ш. 20.000° зх. д. | Затока Дове                |                                                                               |
| 76°15′ пн. ш. 20°0′ зх. д. / 76.250° пн. ш. 20.000° зх. д. | Гренландія                 | Проходить через острови Гренландія і Кун[en]                                  |
| 74°16′ пн. ш. 20°0′ зх. д. / 74.267° пн. ш. 20.000° зх. д. | Атлантичний океан          | Гренландське море                                                             |
| 66°2′ пн. ш. 20°0′ зх. д. / 66.033° пн. ш. 20.000° зх. д.  | Ісландія                   |                                                                               |
| 63°32′ пн. ш. 20°0′ зх. д. / 63.533° пн. ш. 20.000° зх. д. | Атлантичний океан          |                                                                               |
| 60°0′ пд. ш. 20°0′ зх. д. / 60.000° пд. ш. 20.000° зх. д.  | Південний океан            |                                                                               |
| 73°25′ пд. ш. 20°0′ зх. д. / 73.417° пд. ш. 20.000° зх. д. | Антарктида                 | Становить кордон між територіальними претензіями Великої Британії та Норвегії |